# Assimilation (Lernpsychologie)
Assimilation (französisch assimilation ‚Angleichung‘) bedeutet in der Lern- und Entwicklungspsychologie (vor allem nach Jean Piaget) die Integration von Neuem in bestehende mentale Strukturen. Dies kann bedeuten, dass Kinder (aber auch andere Personen) eingehende Informationen in bereits verstandene Konzepte einfügen.
Assimilation ist nach Piaget eine von zwei Arten der kognitiven Anpassung und dient dem Aufbau stabiler Wissensstrukturen (Äquilibration). Ergänzt wird die Assimilation durch den Prozess der Akkommodation, der Anpassung bestehender Wissensstrukturen als Reaktion auf neue Erfahrungen.

## Beispiel
Wauwau-Schema: Ein Kind sieht ein kleines, weißes, wuscheliges, bellendes Wesen und die Mutter sagt dazu „Wauwau“. Später sieht das Kind ein großes, braunes, glatthaariges, bellendes Wesen und die Mutter sagt dazu „Wauwau“.
Durch weitere solche Erfahrungen entsteht ein Wauwau-Schema. Dieses enthält die für alle Hunde typischen Merkmale und schließt die untypischen aus.
Ein solches Schema erlaubt dem Kind:
- auch Hunde, die es noch nie gesehen hat, als Wauwau einzuordnen.
- später das Wauwau-Schema für den Begriff Hund zu verwenden
- später den Begriff Hund als Oberbegriff für verschiedene Hunderassen zu verwenden.